# Jota Mombaça
Jota Mombaça (Natal, 1991), ou Monstra Errátik e Mc K-trina, é escritora e artista visual brasileira que trabalha em torno das relações entre monstruosidade e humanidade, estudos queer, diáspora, violência e resiliência, justiça anticolonial, ficção visionária e tensões entre arte e política nas produções de conhecimentos do Sul-do-Sul globalizado.
Mombaça faz parte de uma geração de artistas ativistas voltados para o debate sobre a descolonização e o racismo através de um cruzamento com as dimensões de classe social e de identidade de gênero. Define-se  como "bicha não binária, racializada como parda, nascida e criada no nordeste do Brasil".
Jota participou em 2020 como palestrante da Festa Literária Internacional de Paraty, a Flip, na mesa de debate Vocigrafias Insurgentes, em uma conversa com o poeta trans americano Danez Smith. No mesmo ano foi selecionada para a 34ª Bienal de São Paulo, evento anual do qual já havia participado em 2016 com o coletivo Oficina de Imaginação Política.
Em 2021, Jota Mombaça é um dos nomes brasileiros que integra o livro 20 em 2020, Os artistas da próxima década: América Latina, que aponta vinte artistas latino-americanos para pautar a próxima década da arte. O livro é organizado por Fernando Ticoulat e João Paulo Siqueira Lopes fundadores da Art Consulting Tool.
Atualmente vive e trabalha entre Lisboa e Amsterdã.

## Obra
- 2020: Black El Dorado. Com a artista Ikí Yos Piña Narváez. Residência artística no âmbito do Pernod Ricard Fellowship, Villa Vassilief, Paris, França[9]

- 2020: The Daughters of the Driest Rain. Bienalle of Sydney, na Ilha de Cockatoo, Austrália[10]
- 2019: Laboratório de Ficção Visionária no Centro de Residências Artísticas do Centro de Criação Contemporânea Matadero Madrid[2]

- 2019: Fragment of "Towards a Gender Disobedient and Anticolonial Redistribution of Violence": Naming the Norm[11]
- 2019: Não Vão Nos Matar Agora. Coletânea de textos publicada pela EGEAC, em Lisboa, Portugal [12]

- 2018: Dor, Dívida, Dilema: O que significa descolonizar. Conferência na Praia do Homem do Leme, Porto, Portugal[13]

- 2018: Ocupação Jota Mombaça. Exposição na Galeria Municipal da Avenida da Índia, em Lisboa, Portugal[12][4]

- 2013: Gordo Pass. Ação performática[14][15]

- 2013: Corpo-colônia. Ação  performática  realizada  na  ocasião  do  seminário  “Que  pode  um  Korpo?” na Universidade Federal do  Rio Grande do Norte, Brasil[16][1]